# いて座ゼータ星
いて座ζ星（いてざゼータせい、ζ Sgr / ζ Sagittarii）は、いて座で3番目に明るい恒星で3等星。

## 概要

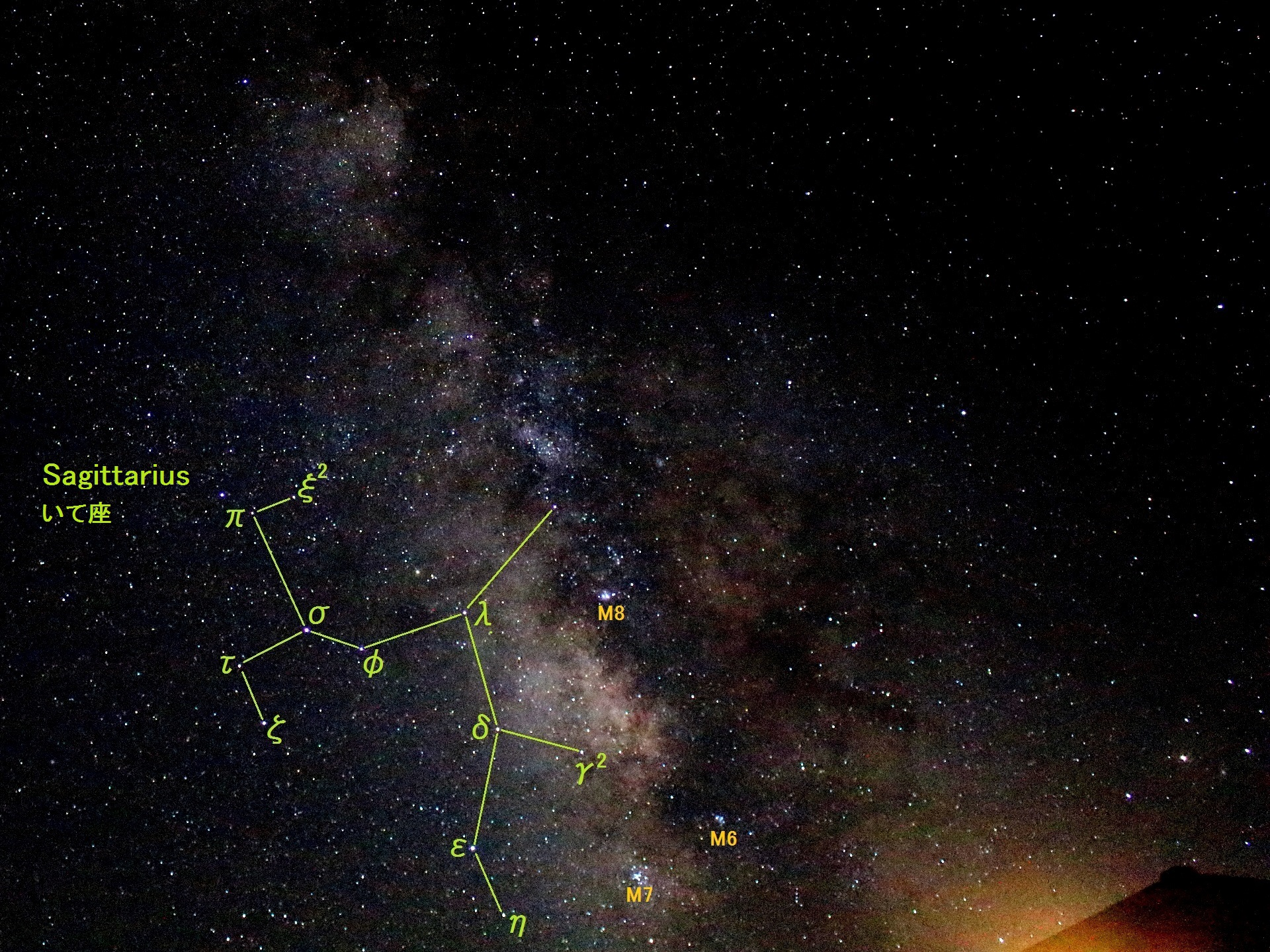
天の川といて座

+3.26等級のA2型巨星と+3.47等級のA4型準巨星から構成される連星系で、2つの星は平均距離13.4au（近点10.6au、遠点16.1au）の軌道を21.075年の周期で互いを周回している。このペアから75秒離れた位置に見える11等級の恒星は、この100年余りの固有運動の観測結果から、見かけの二重星であると考えられている。

## 名称
固有名のアスケラ (Ascella) は、ラテン語で「脇窩」という意味の言葉に由来する。中世にラテン語訳された『アルマゲスト』でこの星を示すのに使われてから、名称として使われるようになった。2016年9月12日に国際天文学連合の恒星の命名に関するワーキンググループ (Working Group on Star Names, WGSN) は、Ascella をいて座ζ星の固有名として正式に承認した。
古代中国では、玄武の南斗六星の6番目の星とされた。